# Roadwork
Roadwork è il terzo album (e il primo dal vivo) di Edgar Winter, pubblicato come doppio ellepì dall'etichetta Epic Records nel marzo del 1972 e prodotto da Rick Derringer.
Nel disco, oltre al gruppo di Edgar, "White Trash", aiutati in molti brani dal chitarrista Rick Derringer, è presente anche il fratello Johnny Winter nel suo cavallo di battaglia "Rock and Roll Hoochie Koo",
spicca anche nell'album il cantante-sassofonista dei "White Trash", Jerry LaCroix. Nel 2007 la Beat Goes On Records stampò l'album su CD (senza bonus).

## Tracce
Lato A
1. Save the Planet – 7:35 (Edgar Winter, Jerry LaCroix)
2. Jive, Jive, Jive – 3:14 (Jerry LaCroix)
3. I Can't Turn You Loose – 3:57 (Otis Redding)

Lato B
1. Still Alive and Well – 3:52 (Rick Derringer)
2. Back in the U.S.A – 6:00 (Chuck Berry)
3. Rock and Roll, Hoochie Koo – 5:42 (Rick Derringer)

Lato C
1. Tobacco Road – 17:13 (John D. Loudermilk)

Lato D
1. Cool Fool – 6:03 (Edgar Winter)
2. Do Yourself a Favor – 4:48 (Stevie Wonder, Syreeta Wright)
3. Turn on Your Love Light – 7:49 (Deadric Malone, Joseph Scott)

## Musicisti
- Edgar Winter - voce, pianoforte (brano A1)
- Edgar Winter - pianoforte elettrico (brani A2 & B3)
- Edgar Winter - sassofono (brani A3 & B2)
- Edgar Winter - voce, pianoforte elettrico (brani B1 & D1)
- Edgar Winter - voce, sassofono, piano elettrico (brano : C)
- Edgar Winter - voce (brano D2)
- Edgar Winter - sassofono, accompagnamento vocale (brano D3)
- Jerry LaCroix - voce, sassofono (brano A1 & D2)
- Jerry LaCroix - voce (brano A2, A3 & D3)
- Jerry LaCroix - sassofono, accompagnamento vocale (brano B1)
- Jerry LaCroix - sassofono (brani B2 & C)
- Rick Derringer - chitarra (brani A1, A2, A3, B3, C, D1, D2 & D3)
- Rick Derringer - voce, chitarra (brani B1 & B2)
- Johnny Winter - voce, chitarra (brano B3)
- Jon Smith - sassofono, accompagnamento vocale (brani A1, B1, D1 & D3)
- Jon Smith - sassofono (brani A2, A3, B2, C & D2)
- Marshall Cyr - tromba (brani A1, A3, C, D3)
- Mike McLellan - tromba (brani A1, A2, A3, B1, C, D1, D2 & D3)
- Tilly Lawrence - tromba (brani A2, B1, D1 & D2)
- Randy Hobbs - basso (in tutti i brani)
- Bobby Ramirez - batteria (in tutti i brani)